# Saar-vidéki labdarúgó-válogatott
A Saar-vidéki labdarúgó-válogatott a Saar-vidék nemzeti csapata volt 1950 és 1956 között, amelyet az Saar-vidéki labdarúgó-szövetség (németül: Saarländische Fußballnationalmannschaft) irányított.
1950 és 1956 között a Saar-vidék francia protektorátus volt, és ekkor önálló labdarúgó-válogatottal rendelkezett.
Egyike a három háború utáni német válogatottnak (a másik kettő:  NSZK,  NDK). Összesen 19 mérkőzést játszott a válogatott, ezek közül 10-et "B"-válogatottak ellen. Mérkőzései közül 6-ot nyert meg, 10-et vesztett el és 3 mérkőzése lett döntetlen. A csapat részt vett az 1954-es labdarúgó-világbajnokság selejtezőiben, ahol a csoportjában az NSZK mögött végzett, de Norvégiát megelőzte. 1952-től a legendás Helmut Schön volt a szövetségi kapitány, egészen 1956 végéig, amikor is a Saar-vidék ismét az NSZK része lett, így a két nemzeti tizenegy is egyesült.
A csapat Európa-bajnokságokon értelemszerűen nem tudott indulni, hiszen még nem rendeztek ilyen tornákat.
Az 1950-es világbajnokság selejtezőiben még nem indultak, mert csak két héttel a torna kezdése előtt lettek tagjai a FIFA-nak.

## 1954-es vb-selejtezők
|   | Csapat     | Pont | M | Gy | D | V | G+ | G- |
| - | ---------- | ---- | - | -- | - | - | -- | -- |
| 1 | NSZK       | 7    | 4 | 3  | 1 | 0 | 12 | 3  |
| 2 | Saar-vidék | 3    | 4 | 1  | 1 | 2 | 4  | 8  |
| 3 | Norvégia   | 2    | 4 | 0  | 2 | 2 | 4  | 9  |

### 1. csoport
| Időpont             | Helyszín    |            | Eredmény |            |
| ------------------- | ----------- | ---------- | -------- | ---------- |
| 1953. június 24.    | Oslo        | Norvégia   | 2 – 3    | Saar-vidék |
| 1953. augusztus 19. | Oslo        | Norvégia   | 1 – 1    | NSZK       |
| 1953. október 11.   | Stuttgart   | NSZK       | 3 – 0    | Saar-vidék |
| 1953. november 8.   | Saarbrücken | Saar-vidék | 0 – 0    | Norvégia   |
| 1953. november 22.  | Hamburg     | NSZK       | 5 – 1    | Norvégia   |
| 1954. március 28.   | Saarbrücken | Saar-vidék | 1 – 3    | NSZK       |

## Mérkőzések
| Dátum                | Ellenfél        | Végeredmény | Helyszín    | Típus        |
| -------------------- | --------------- | ----------- | ----------- | ------------ |
| 1950. november 22.   | Svájc B         | 5–3         | Saarbrücken | barátságos   |
| 1951. május 27.      | Ausztria B      | 3–2         | Saarbrücken | barátságos   |
| 1951. szeptember 15. | Svájc B         | 5–2         | Bern        | barátságos   |
| 1951. október 14.    | Ausztria B      | 1–4         | Bécs        | barátságos   |
| 1952. április 20.    | Franciaország B | 0–1         | Saarbrücken | barátságos   |
| 1952. október 5.     | Franciaország B | 3–1         | Strasbourg  | barátságos   |
| 1953. június 24.     | Norvégia        | 3–2         | Oslo        | vb-selejtező |
| 1953. október 11.    | NSZK            | 0–3         | Stuttgart   | vb-selejtező |
| 1953. november 8.    | Norvégia        | 0–0         | Saarbrücken | vb-selejtező |
| 1954. március 28.    | NSZK            | 1–3         | Saarbrücken | vb-selejtező |
| 1954. június 5.      | Uruguay         | 1–7         | Saarbrücken | barátságos   |
| 1954. szeptember 26. | Jugoszlávia     | 1–5         | Saarbrücken | barátságos   |
| 1954. október 17.    | Franciaország B | 1–4         | Saarbrücken | barátságos   |
| 1955. május 1.       | Portugália B    | 1–6         | Lisszabon   | barátságos   |
| 1955. október 9.     | Franciaország B | 7–5         | Saarbrücken | barátságos   |
| 1955. november 16.   | Hollandia       | 1–2         | Saarbrücken | barátságos   |
| 1956. május 1.       | Svájc           | 1–1         | Saarbrücken | barátságos   |
| 1956. június 3.      | Portugália B    | 0–0         | Saarbrücken | barátságos   |
| 1956. június 6.      | Hollandia       | 2–3         | Amszterdam  | barátságos   |

(Az eredmények mindig Saar-vidék nézőpontjából értendőek)

(A hivatalos mérkőzések kék és zöld színnel vannak jelölve)